# Vince Di Meglio
Vince Di Meglio, né 6 avril 1972 à Long Beach, est un animateur 3D, scénariste, monteur, réalisateur et producteur américain.

## Filmographie

### Animateur 3D

#### Au cinéma
- 2000 : Miss Détective (Miss Congeniality) de Donald Petrie
- 2001 : Christmas Nightmare de Vince Di Meglio
- 2002 : Mission Évasion (Hart's War) de Gregory Hoblit
- 2002 : Beneath Loch Ness de Chuck Comisky
- 2002 : Hansel and Gretel (en) de Gary J. Tunnicliffe (en)
- 2003 : Daredevil de Mark Steven Johnson

#### À la télévision
Séries télévisées
- 1999 : NASCAR Racers
- 2001 : Sitting Ducks
- 2001 : Max Steel
- 2003 : Free for All, 7 épisodes

### Scénariste

#### Au cinéma
Longs métrages
- 2000 : Deadfall de Vince Di Meglio
- 2001 : Christmas Nightmare de Vince Di Meglio
- 2007 : Permis de mariage (License to Wed) de Ken Kwapis
- 2008 : Smother de Vince Di Meglio
- 2010 : Marmaduke de Tom Dey

Courts métrages
- 2001 : Mercy de Tim Rasmussen
- 2002 : Fits & Starts de Vince Di Meglio
- 2003 : El elegante de Vince Di Meglio